# كازويا يوشي
كازويا يوشي (باليابانية: 吉井和哉؛ بالكانا: よしい かずや) هو مغن مؤلف ومنتج أسطوانات وعازف قيثارة ياباني، ولد في 8 أكتوبر 1966 في طوكيو في اليابان.

## وصلات خارجية
- الموقع الرسمي
- كازويا يوشي على موقع ميوزك برينز (الإنجليزية)
- كازويا يوشي على موقع ميوزك برينز (الإنجليزية)
- كازويا يوشي على موقع ديسكوغز (الإنجليزية)
- كازويا يوشي على موقع ديسكوغز (الإنجليزية)